# 萩原優
YHU（ユウ・萩原優・1992年3月10日 - ）は、日本のジャズサクソフォーン奏者、作曲家。東京都調布市出身。血液型はB型。

## 略歴
- 1992年3月、日本人の父と香港人の母の間に誕生
- 2011年7月、『臺北爵士音樂節(Taipei Jazz Festival)』出演
- 2014年3月、洗足学園音楽大学ジャズコース卒業
- 2017年11月、バンド"ALI"に合流
- 2018年5月、バンド"ALI"の正規加入
- 2019年11月、テレビアニメ『BEASTARS』の主題歌『Wild Side』（ALI）作曲・ブラスアレンジ
- 2020年
  - 9月、『THE FIRST TAKE FES vol.1』出演
  - 11月、『LOST IN PARADISE(feat.AKLO)』（ALI）編曲・ブラスアレンジ、『本能』（加藤ミリヤ）のブラスアレンジ・レコーディング・ミュージックビデオ参加
- 2021年
  - 1月、”B.LEAGUE”2020－2021年公式テーマソング『FIGHT DUB CLUB(feat.J-REXXX & RUEED)』編曲・ブラスアレンジ
  - 2月、『BAKU』（いきものがかり）参加
  - 3月、『Ghost!?』（キタニタツヤ）のブラスアレンジ・レコーディング・ミュージックビデオ参加
- 2022年
  - 2月、木村カエラビルボードライブツアー『"KAELAB" Billboard live2022』参加・ブラスアレンジ担当
  - 3月、『Farewell(feat. Chloe Kibble)』リリース
  - 7月、1st ミニアルバム『SONG BOOKS VOL.1 ROOTS OF MUZIK』リリース
  - 12月、『CDTV ライブ! ライブ!クリスマス4時間SP』、『第64回日本レコード大賞』出演
- 2023年
  - 4月、『CDTV ライブ! ライブ!』出演
  - 5月、『ミュージックステーション』出演
  - 6月、リーダープロジェクト『YU HAGIWARA WITH THE GROOVE TURTLES』開始
  - 12月、『ミュージックステーションSUPERLIVE 2023』出演
  - 01月、キタニタツヤ『キタニタツヤ Japan Tour “UNFADED BLUE (Re-colored)”』参加・ホーンアレンジ 03月、『YHU With The Groove Turtles』開催
  - 05月、キタニタツヤ『次回予告』演奏・ホーンアレンジ
  - 10月、『LOVE de LIC』リリース 10月、横山直弘 from 感覚ピエロ × YHU  『AGE 32』開催
  - 10月、Free Space Jazz Festival 2024[RubberBand×Patrick Lui Jazz Orchestra]
  - 10月、『すみだストリートジャズフェスティバル2024』出演
  - 11月、『Like A Leopard』リリース